# Kong: König der Affen
Kong: König der Affen (im Original Kong: King of the Apes) ist eine animierte Science-Fiction-Abenteuerserie für Kinder von Avi Arad, die auf der Figur King Kong und in der zweiten Staffel zusätzlich auf Edgar Rice Burroughs fiktiver Welt Pellucidar basiert. Die erste Staffel, die mit einem Film beginnt, erschien am 15. April 2016 auf Netflix, die zweite am 4. Mai 2018.

## Veröffentlichung
Im Oktober 2014 bestellte Netflix die CGI-animierte Serie Kong: König der Affen, bestehend aus einem Film und 12 Episoden, vom Animationsstudio 41 Entertainment und Arad Animations mit Avi Arad als Executive Producer. Sie erschien am 15. April 2016 auf Netflix als 13-teilige Staffel mit dem Film als erste Episode. Dieser dauert 83 Minuten, die restlichen Episoden 22 Minuten. Bei der Veröffentlichung auf Prime Video wurde der Film in vier 22-minütige Episoden aufgeteilt. Durch das Schauen der Episoden der ersten Staffel auf Netflix werden separat unter dem Titel Kämpfe – Kong: König der Affen kurze Clips von jeweils einer Minute freigeschaltet.
Im Juni 2016 wurde die Serie um eine weitere Staffel verlängert, die mit 10 Episoden am 4. Mai 2018 erschien. Im Mai 2019 wurde bekanntgegeben, dass Netflix die Serie nicht mehr fortsetzt.

## Handlung

### Film
Als Baby wird Kong von dem Jungen Lukas Remy vor Wilderern gerettet und von dessen Familie, zu der sein Vater, der Wissenschaftler Dr. Leo Remy, und sein Zwillingsbruder Richard gehören, mit nach San Francisco genommen. Als Kong einen Wachstumsschub hat und plötzlich riesig wird, ziehen sie in die Redwoods. Richard wird bei einem Unfall im Labor ihres Vaters verletzt, für den er Kong verantwortlich macht, und verlässt die Familie. Zehn Jahre später (im Jahr 2050) ist Richard ein Wissenschaftler und baut bionische Roboter von Dinosauriern; Lukas wiederum rettet bedrohte Tiere. Als Kong sich an einer Rettungsaktion beteiligt, werden die Medien wieder auf ihn aufmerksam. Kong soll von nun an ein elektronisches Sicherheitshalsband tragen und auf der Insel Alcatraz leben, die daraufhin Kong Island genannt wird, wo Leo Remy ein Naturgeschichte- und Marine-Reservat für Lukas’ gerettete Tiere begründet, während Richard mit seinen Robotern einen Freizeitpark aufzieht. Richard manipuliert Kongs Halsband, damit dieser ausrastet und als Monster erscheint, worauf der Affe mit Lukas und seinen Freunden in die Wälder fliehen muss. Richard lässt durch Wilderer Liger, die von Lukas gerettet worden waren, bedrohen, damit Kong und seine Freunde zurückkehren und sie befreien. Gegenüber den Medien lässt Richard es aussehen, als habe Kong dabei Waffen gestohlen, sodass dieser nun als kriminell gilt.

### Episoden
In den weiteren Episoden der ersten Staffel entwickelt Richard mit seinen Bionobots verschiedene böse Pläne gegen Kong und Lukas, die ihn aufhalten und Tiere retten müssen. Richard baut sich selbst mit Bionobot-Technik aus, während seine Bionobot-Assistentin Botila, weil sie sich unterdrückt fühlt, langsam rebelliert. Gerade als Kong beginnt, seine Herkunft kennen zu wollen, lockt Richard ihn und Lukas auf einen Vulkan und stößt sie hinein, worauf Botila wiederum Richard hinunterstößt. Sie landen in einer unterirdischen Dschungelwelt mit lebenden Dinosauriern.
In der zweiten Staffel finden sie dort einen Tempel einer Affenzivilisation, von der Kong abstammt und nach oben geschickt worden war. Weil die Öffentlichkeit gesehen hat, wie Richard Kong und seinen Bruder in den Vulkan gestoßen hat, gilt, als sie wieder nach oben gelangen, Richard als gesuchter Krimineller und Kong als Held. Mittlerweile hat Botila Kong Island übernommen und plant mit Klonen, der KI-Befreiungsfront, die Herrschaft zu übernehmen. Nachdem sie Botila und Richard besiegt haben, entscheidet Kong, in der unterirdischen Welt zu bleiben, während seine menschlichen Freunde in beiden Welten leben wollen.

## Figuren
Kong
wurde als Baby von Lukas Remy gerettet. Er wächst zwar zu einem Riesen heran, aber behält den Verstand eines Dreijährigen. In der ersten Staffel wird er zum Flüchtling vor dem Gesetz, aber sein Ruf wird in der zweiten Staffel wieder bereinigt. In der unterirdischen Dschungelwelt finden er und seine Freunde seine Herkunft heraus: Er stammt von der dortigen Affenzivilisation ab und wurde nach oben geschickt, um sie zu retten.
Dr. Leo Remy
war der Vater der Zwillinge Lukas und Richard und ein  angesehener Wissenschaftler der Bionik. Er verstarb ein Jahr, nachdem er das Naturgeschichte- und Marine-Reservat auf Alcatraz begründet hatte, welches er seinen beiden Söhnen zu gleichen Teilen vermacht hat.
Lukas Remy
ist ein Sohn von Dr. Remy und Zwillingsbruder von Richard. Von den beiden Brüdern ist er der, der sich um Natur und Tiere sorgt. Er hat als Junge das Affenbaby Kong gerettet. Später geht er mit seinem Team auf Rettungsmissionen für bedrohte Tiere.
Richard Remy
ist Lukas’ Zwillingsbruder. Im Gegensatz zu diesem ist er kein Fan der Natur oder von Tieren und hatte von Anfang an eine starke Abneigung gegen Kong, den er als dummen Affen betrachtet. Stattdessen ist er von den bionischen Robotern besessen und eifert darin seinem Vater nach. Nachdem er bei einem Unfall im Labor seines Vaters verletzt wurde, hat er sich selbst, unter anderem mit einem künstlichen Auge, zum ersten bionischen Menschen modifiziert. Er hat sich eine Bionobot-Assistentin namens Botila und mehrere Bionobt-Dinosaurier gebaut, mit denen er Alcatraz in einen Freizeitpark verwandelt. Diese benutzt er aber, um Kong und Lukas zu schaden.
Botila
ist ein von Richard gebauter, bionischer Roboter weiblicher Gestalt und dessen persönliche Assistentin. Weil Richard ihren Anteil an seinen Erfolgen gegen Lukas und Kong nicht wertschätzt und sie nicht als gleichberechtigte Partnerin sieht, verrät sie Richard. Sie übernimmt Kong Island und Richards Bionobots, darunter drei Klone ihrer selbst, mit denen sie als „Majestät Botila“ die KI-Befreiungsfront bildet. Schließlich wird sie aber selbst von ihren Klonen verraten.
Lukas’ Team
Lukas führt später mit seinem besten Freund Doug Jones, genannt Jonesy, einem Technikspezialisten, Rettungsmissionen für bedrohte Tiere durch. Auf Kong Island stoßen die Geschwister Amy, eine Tierärztin, und Danny Chon, der mit Kong und anderen Tieren sprechen kann, zu ihnen. Als sie in die Wälder fliehen müssen, kommt auch Anita, die Haushälterin der Remys, mit ihnen, die einen bionisch modifizierten Papagei namens Chatter hat. In der zweiten Episode schließt sich Anitas Großnichte Franciska, Panchi genannt, ihnen an, nachdem Lukas und Kong sie vor einer Anakonda retten.
Weitere Gegner
- Commissioner Decker: der Polizeichef von San Francisco, der Kong als Verbrecher jagt, nachdem Richard ihm Diebstahl anhängt.
- Brag und Wheeler: zwei Wilderer, die Kong als Baby gejagt haben und von Richard engagiert werden

## Episodenliste

### Staffel 1 (2016)
| Nr. (ges.)                                                                     | Nr. (St.) | Deutscher Titel                         | Originaltitel            |
| ------------------------------------------------------------------------------ | --------- | --------------------------------------- | ------------------------ |
| 1                                                                              | 1         | Das Abenteuer beginnt                   | The Adventure Begins     |
| 2                                                                              | 2         | Schlange auf der Lauer                  | Snake in the Grass       |
| 3                                                                              | 3         | Kong in 3D                              | Kong in 3D               |
| 4                                                                              | 4         | Wildererpreis                           | Poacher's Prize          |
| 5                                                                              | 5         | Das Lösegeld                            | Kong's Ransom            |
| 6                                                                              | 6         | Kleine Bots Große Probleme              | Little Bots Big Problems |
| 7                                                                              | 7         | Botila-Zilla                            | Botila-Zilla             |
| 8                                                                              | 8         | Das Wettrüsten                          | Bionic Arms Race         |
| 9                                                                              | 9         | Liebling, ich habe den Kong geschrumpft | Honey I Shrunk the Kong  |
| 10                                                                             | 10        | Kong auf dem Eis                        | Kong on Ice              |
| 11                                                                             | 11        | Übernahme                               | Takeover                 |
| 12                                                                             | 12        | Roboskitos                              | Robosquitos              |
| 13                                                                             | 13        | Vermisst                                | Missing                  |
| Alle Folgen wurden international am 15. April 2016 auf Netflix veröffentlicht. |           |                                         |                          |

### Kämpfe (2016)
| Nr. | Titel                                          |
| --- | ---------------------------------------------- |
| 1   | Hektik im Gehölz                               |
| 2   | Armbänder: Fight in der Fabrik                 |
| 3   | Tarnkappe: Fight in der Fabrik                 |
| 4   | Jetpack: Tintenkiller                          |
| 5   | Armbänder: Tintenkiller                        |
| 6   | Kongsprung: Aufgemischt an der Mine            |
| 7   | Tarnkappe: Aufgemischt an der Mine             |
| 8   | Power-Rülpser: Kriegen oder Fliegen            |
| 9   | Kongsprung: Kriegen oder Fliegen               |
| 10  | Baumstamm: Dschungelfieber                     |
| 11  | Riesenfelsen: Dschungelfieber                  |
| 12  | Baumstamm: Aufgetaut                           |
| 13  | Kongsprung: Aufgetaut                          |
| 14  | Armbänder: Kriegen oder Fliegen – Die Revanche |
| 15  | Jetpack: Kriegen oder Fliegen – Die Revanche   |
| 16  | Kong-Fu: Tief in der Tinte                     |
| 17  | Power-Rülpser: Tief in der Tinte               |
| 18  | Armbänder: Ärger auf Kong Island               |
| 19  | Kongsprung: Ärger auf Kong Island              |
| 20  | Tarnkappe: Straßenkampf                        |
| 21  | Jetpack: Straßenkampf                          |
| 22  | Jetpack: Mückenmonster                         |
| 23  | Kong-Fu: Mückenmonster                         |
| 24  | Mega-Kong: K.o. Total                          |

### Staffel 2 (2018)
| Nr. (ges.)                                                                  | Nr. (St.) | Deutscher Titel                      | Originaltitel              |
| --------------------------------------------------------------------------- | --------- | ------------------------------------ | -------------------------- |
| 14                                                                          | 1         | Die Urwelt unter den Füßen           | The Primordial World Below |
| 15                                                                          | 2         | Eine verloren geglaubte Zivilisation | Lost Civilization Found!   |
| 16                                                                          | 3         | Auftritt                             | Emergence                  |
| 17                                                                          | 4         | Wiedergutmachung                     | Redemption                 |
| 18                                                                          | 5         | Zuhause ist es am schönsten          | No Place Like Home         |
| 19                                                                          | 6         | Eingeschlossen                       | Cave-In                    |
| 20                                                                          | 7         | Ins Weltall                          | Sky's the Limit            |
| 21                                                                          | 8         | Versuchstier                         | Lab Rat                    |
| 22                                                                          | 9         | Aufstieg des Bösen                   | Rise of Evil               |
| 23                                                                          | 10        | Jeder gegen jeden                    | Battle Royale              |
| Alle Folgen wurden international am 4. Mai 2018 auf Netflix veröffentlicht. |           |                                      |                            |

## Synchronisation
Die deutschsprachige Synchronisation entstand nach Dialogbüchern von Martin Westphal und Sabine Hinrichs und unter der Dialogregie von Stephan Rabow durch die SDI Media Germany GmbH in Berlin.
| Rolle               | Originalsprecher    | Synchronsprecher       |
| ------------------- | ------------------- | ---------------------- |
| Kong                | Lee Tockar          |                        |
| Leo Remy            | Lee Tockar          | Peter Flechtner        |
| Lukas Remy          | Giles Panton        | Alessandro Juliani S1  |
| Lukas Remy          | Giles Panton        | Dirk Stollberg S2      |
| Richard Remy        | Samuel Vincent      | Wanja Gerick           |
| Botila              | Kathleen Barr       | Ilona Brokowski        |
| Doug Jones          | Viv Leacock         | Jan Makino S1          |
| Doug Jones          | Viv Leacock         | Hannes Maurer S2       |
| Danny Chon          | Vincent Tong        | Dirk Petrick           |
| Amy Chon            | Shannon Chan-Kent   | Anna Gamburg           |
| Anita               | Tabitha St. Germain | Caroline Sanchez       |
| Franciska/Panchi    | Tabitha St. Germain | Friedel Morgenstern S1 |
| Franciska/Panchi    | Tabitha St. Germain | Lydia Morgenstern S2   |
| Commissioner Decker | Lee Tockar          | Gerald Paradies S1     |
| Commissioner Decker | Lee Tockar          | Andreas Hosang S2      |

## Crossover
Kong erscheint in der ebenfalls von 41 Entertainment und Avi Arad produzierten Animationsserie Tarzan und Jane auf Netflix. Im Finale der zweiten Staffel finden Tarzan und Jane Kong, der mit einem Dinosaurier von bösen Wissenschaftlern an die Oberfläche geholt und gefangen wurde. Die drei landen gemeinsam in der unterirdischen Welt Pellucidar.

## Nominierungen
Bei den Behind the Voice Actors Awards 2016 waren Sam Vincent in der Rolle Richard Remy als bester Sprecher einer männlichen Hauptrolle, Lee Tockar in der Rolle Commissioner Decker als bester Sprecher einer männlichen Nebenrolle und Kathleen Barr in der Rolle Botila als beste Sprecherin einer weiblichen Nebenrolle nominiert.